# Ommatius despectus
Ommatius despectus är en tvåvingeart som beskrevs av Wulp 1872. Ommatius despectus ingår i släktet Ommatius och familjen rovflugor. Inga underarter finns listade i Catalogue of Life.